# Älesjön, Västergötland
Älesjön är en sjö i Svenljunga kommun i Västergötland och ingår i Viskans huvudavrinningsområde. Sjön har en area på 0,206 kvadratkilometer och ligger 170 meter över havet. Sjön avvattnas av vattendraget Häggån.

## Delavrinningsområde
Älesjön ingår i det delavrinningsområde (638375-133091) som SMHI kallar för Ovan Kvarnabäcken. Medelhöjden är 176 meter över havet och ytan är 37,9 kvadratkilometer. Det finns inga avrinningsområden uppströms utan avrinningsområdet är högsta punkten. Häggån som avvattnar avrinningsområdet har biflödesordning 2, vilket innebär att vattnet flödar genom totalt 2 vattendrag innan det når havet efter 95 kilometer. Avrinningsområdet består mestadels av skog (64 %) och sankmarker (20 %). Avrinningsområdet har 0,89 kvadratkilometer vattenytor vilket ger det en sjöprocent på 2,3 %.